# Jens B. Christensen
Jens Behrend Christensen (født 13. november 1950) er en tidligere dansk atlet nu atletiktræner og lektor i historie og idræt, samt og sportschef i Aarhus 1900 Atletik og Motion.
Christensen har en bred idrætslig karriere bag sig: Han har været eliteroer og spillet håndbold, volleyball og basketball på divisions niveau; men det var som atletikudøver i Freja Odense han nåede sine bedste resultater, som tikæmper var han på landsholdet 1977-1981. Han vandt et dansk mesterskab i hækkeløb, et dansk mesterskab i femkamp og tre holdmesterskaber i atletik. 
Christensen var 1978-2000 ansat på Aarhus Katedralskole. Han er i dag leder af Center for Idræt på Aarhus Universitet og er formand for Team Danmarks repræsentantskab. Han er siden 1987 Dansk Atletik Forbunds landstræner i mangekamp. Han er også medlem af Anti-Doping Danmarks juridisk gruppe udpeget af Danmarks Idræts-Forbund og Team Danmark. Den 22. oktober 2000, kom det frem at Søren W. Johansson i 1989, kort inden afrejsen til NM, fik et tilbud af Jens B. Christensen som den gang var landstræner i mangekamp: "Hvis du tager doping, så sig det nu, og du kan blive hjemme, uden yderligere konsekvenser." Dette hævdede Johansson, i et interview i DR TV Sporten. Jens B. Christensen, bekræftede oplysningerne uden at sagen fik konsekvenser for ham. Tilbuddet blev givet, fordi dansk atletik ikke ønskede at blive tilsværtet i en eventuel dopingskandale.

## Danske mesterskaber
- Guld  1982  Danmarksturneringen
- Guld  1981  Danmarksturneringen
- Guld  1980  Danmarksturneringen
- Guld  1979  60 meter hæk-inde  8.3
- Bronze  1978  110 meter hæk  15.24
- Sølv 1978 Femkamp  3619p
- Guld 1976 Femkamp

## Personlige rekorder
- 200 meter: 22,2h 1975
- 110 meter hæk: 15,24 1977
- 200 meter hæk: 25,2h 1976
- 400 meter hæk: 55,19 1976
- Femkamp: 3619 1978 (Serie:6,66 – 55,30 – 22,2h – 37,45 – 4.26,8h)
- Tikamp: 7032 1981 (Serie: 11,57 – 6,55 – 11,44 – 1,96 – 51,25 / 15,50 – 38,90 – 3,90 – 55,56 – 4.22,4h)